# Жанетт-Кауас
Жанетт-Кауас (исп. Parque nacional Jeanette Kawas) — второй по величине национальный парк Гондураса, расположен в департаменте Атлантида.

## Описание
Парк под названием Пунта-Саль был основан 1 января 1988 года. Его площадь составляет 781,62 км². В парке имеется несколько различных экосистем (влажные тропические леса, мангровые леса, водно-болотные угодья), в том числе в его площадь включена крупная лагуна Микос (имеет условную форму треугольника с длиной основания 10 километров и высотой 7 километров). На территории парка имеются несколько маленьких деревень: Барра-Улуа, Крике-Мария, Рио-Тинто, Марион, Лос-Патос, Эль-Тигре. Две более-менее крупные реки: Рио-Улуа и Рио-Тинто. Автомобильные дороги отсутствуют. Управляется фондом PROLANSATE.
6 февраля 1995 года была убита известная энвайронменталистка Бланка Жанетт Кауас (1946—1995), и парку было присвоено её имя. 28 марта 1995 года парк был включён в Рамсарскую конвенцию.
30 марта 2016 года в парке начался лесной пожар, который бушевал три дня и уничтожил 412 гектаров леса.

### Флора и фауна
В парке живут более 35 видов млекопитающих, 427 видов птиц, 68 видов пресмыкающихся, 12 видов земноводных, 147 видов насекомых, в том числе 54 вида муравьёв. Обнаружены 499 видов растений. Под угрозой исчезновения находятся 6 видов черепах, 5 видов рыб, 5 видов пресмыкающихся и 12 видов млекопитающих, в том числе ламантин и ягуар.
Наиболее примечательные животные парка: птицы — Electron carinatum, бурый момот, Lampornis sybillae, синяя настоящая котинга, квезаль, Cyanocorax melanocyaneus, золотобровый органист, дроздовидная кукушка; млекопитающие — американский ламантин, несколько видов продельфинов и дельфинов-белобочек, обыкновенный капуцин, несколько видов ревунов; рыбы — несколько видов тарпонов, центропомусов, Bagre marinus; рептилии — острорылый крокодил, Chelonioidea (зелёная черепаха, кожистая черепаха, бисса, логгерхед), обыкновенная игуана, обыкновенный удав, двухцветная змея; членистоногие — Coenobita clypeatus, несколько видов кругопрядов-нефил.